# تشارلز وينيرغرين
تشارلز وينيرغرين (بالسويدية: Charles Wennergren) مواليد 7 فبراير 1889 في غوتنبرغ - الوفاة 3 يناير 1978 في لينشوبينغ، كان لاعب كرة مضرب سويدي وكان يلعب باليد اليمنى. سبق أن شارك في دورة الألعاب الأولمبية الصيفية.

## روابط خارجية
- تشارلز وينيرغرين على موقع الاتحاد الدولي لكرة المضرب (الإنجليزية)
- تشارلز وينيرغرين على موقع كأس ديفيز (الإنجليزية)
- تشارلز وينيرغرين على موقع أوليمبيديا (الإنجليزية)
- تشارلز وينيرغرين على موقع اللجنة الأولمبية السويدية (السويدية)